# Сергеевка (Карачевский район)
Сергеевка (Сергеева) — деревня в Карачевском районе Брянской области, в составе Верхопольского сельского поселения. 
Расположена в 4 км к юго-востоку от села Верхополье. Население — 5 человек (2012).

## История
Упоминается с середины XIX века; бывшее владение Цуриковых. Состояла в приходе села Верхополье.
До 1929 года входила в Карачевский уезд (с 1861 — в составе Верхопольской волости, с 1924 в Карачевской волости). 
С 1929 года в Карачевском районе.
| Годы      | 1866 | 1887 | 1926 | 1979 | 1989 | 2002 | 2010 | 2012 |
| --------- | ---- | ---- | ---- | ---- | ---- | ---- | ---- | ---- |
| Население | 164  | 251  | 306  | 49   | 32   | 11   | 7    | 5    |